# Nannenus
Nannenus is een geslacht van spinnen uit de familie springspinnen (Salticidae).

## Soorten
De volgende soorten zijn bij het geslacht ingedeeld:
- Nannenus constrictus (Karsch, 1880)
- Nannenus lyriger Simon, 1902
- Nannenus syrphus Simon, 1902